# Алхаризи, Иегуда
Иегуда Алхаризи (ивр. יהודה בן שלמה אלחריזי‎; 1165, Толедо? — 1225, Халеб) — поэт мусульманской Испании, еврейский переводчик с арабского и путешественник по Востоку.

## Историческая обстановка
В середине XII века развивающаяся Реконкиста пошатнула арабское могущество в Испании и арабы решили противостоять ей в союзе с североафриканскими мусульманами берберами. Берберы на некоторое время приостановили Реконкисту, но при этом заняли в арабской части Испании все ключевые посты. Отличаясь от арабов религиозной нетерпимостью, они начали преследовать евреев, в результате чего еврейская культура, и в том числе поэзия, постепенно пришла в упадок. Всё же в этот период в Испании ещё остались довольно крупные поэты. К их числу относится, в частности, Иегуда Алхаризи.
Алхаризи является одним из последних представителей блестящей плеяды еврейских поэтов в средневековой Испании. Место его рождения в точности не известно, но сохранились сведения о том, что он много странствовал по свету, посетил Александрию, Иерусалим и другие города.

## Творческая деятельность
Он оставил после себя большое количество произведений, однако увековечил своё имя сборником макам под названием «Ты меня умудряешь» («Техкемони»), вложив в него весь свой талант, всё своё мастерство. «Техкемони» состоит из пятидесяти макам, написанных рифмованной прозой вперемежку со стихами. В них мы находим ценные замечания о нравах и обычаях того времени, характеристики современников поэта и людей предшествующих поколений.
Алхаризи был одним из тех поэтов средневековья, которые пером должны были добывать себе средства к существованию. Это не могло не наложить сильного отпечатка на его творчество. Скупость богачей, нужда и безысходность, сожаление о потерянных друзьях — частые мотивы его стихотворений. Однако это не означает, что всё творчество Алхаризи сплошь окрашено в пессимистические тона. Сквозь пессимизм зачастую прорывается жизнелюбие, активное неприятие уродливых явлений жизни, остроумный сарказм. Именно последний дал повод Генриху Гейне назвать Алхаризи «остряком французским» и отметить, что он «…задолго до Вольтера был чистейшим вольтерьянцем».
Знаток европейских и восточных языков, Алхаризи перевёл множество литературных и научных трудов. Среди них — «Путеводитель растерянных» («Море невохим») Маймонида и Secretum Secretorum, приписываемое Аристотелю. Эти переводы сыграли значительную роль в истории европейской культуры.